# 阪南町 (大阪市)
阪南町（はんなんちょう）は、大阪府大阪市阿倍野区にある町名。現行行政地名は阪南町一丁目から阪南町七丁目。

## 地理
阿倍野区の南東部に位置し南北に細長く設置されている。一丁目から五丁目の東に昭和町、六丁目と七丁目の東に西田辺町、一丁目の北西に阿倍野筋、一丁目の南西から四丁目の北西に王子町、四丁目の南西から七丁目まで播磨町、北に松崎町、南に住吉区長居と接している。

## 歴史

### 地名の由来
当地の土地区画整理に当たった大阪市阪南土地区画整理組合の組合名に由来する。

### 沿革
- 1966年（昭和41年）、大阪市阿倍野区阪南町中1 - 7丁目・阪南町東1 - 5丁目・阪南町西1 - 6丁目・昭和町西1 - 5丁目の各一部より、阪南町1 - 5丁目成立。
- 1967年（昭和42年）、大阪市阿倍野区阪南町中1 - 7丁目・阪南町東1 - 5丁目と阪南町西1 - 6丁目・阿倍野筋1 - 5丁目の各一部より、阪南町6 - 7丁目成立。

## 世帯数と人口
2024年（令和6年）9月30日現在の世帯数と人口は以下の通りである。
| 丁目         | 世帯数     | 人口     |
| ------------ | ---------- | -------- |
| 阪南町一丁目 | 2,957世帯  | 5,653人  |
| 阪南町二丁目 | 1,674世帯  | 2,944人  |
| 阪南町三丁目 | 2,047世帯  | 4,096人  |
| 阪南町四丁目 | 950世帯    | 1,900人  |
| 阪南町五丁目 | 1,205世帯  | 2,196人  |
| 阪南町六丁目 | 771世帯    | 1,567人  |
| 阪南町七丁目 | 732世帯    | 1,468人  |
| 計           | 10,336世帯 | 19,824人 |

### 人口の変遷
国勢調査による人口の推移。
| 1995年（平成7年）  | 19,839人 | [ 6 ]  |  |
| 2000年（平成12年） | 19,528人 | [ 7 ]  |  |
| 2005年（平成17年） | 20,319人 | [ 8 ]  |  |
| 2010年（平成22年） | 19,000人 | [ 9 ]  |  |
| 2015年（平成27年） | 18,659人 | [ 10 ] |  |
| 2020年（令和2年）  | 19,469人 | [ 11 ] |  |

### 世帯数の変遷
国勢調査による世帯数の推移。
| 1995年（平成7年）  | 8,625世帯 | [ 6 ]  |  |
| 2000年（平成12年） | 8,798世帯 | [ 7 ]  |  |
| 2005年（平成17年） | 9,373世帯 | [ 8 ]  |  |
| 2010年（平成22年） | 9,118世帯 | [ 9 ]  |  |
| 2015年（平成27年） | 8,919世帯 | [ 10 ] |  |
| 2020年（令和2年）  | 9,357世帯 | [ 11 ] |  |

## 学区
市立小・中学校に通う場合、学区は以下の通りとなる。なお、小学校・中学校入学時に学校選択制度を導入しており、通学区域以外に阿倍野区の小学校（自宅から概ね2km以内）・中学校から選択することも可能。
| 丁目         | 番                     | 小学校               | 中学校               |
| ------------ | ---------------------- | -------------------- | -------------------- |
| 阪南町一丁目 | 5番8～20号 7番15～32号 | 大阪市立丸山小学校   | 大阪市立松虫中学校   |
| 阪南町一丁目 | その他                 | 大阪市立苗代小学校   | 大阪市立阿倍野中学校 |
| 阪南町二丁目 | 全域                   | 大阪市立阿倍野小学校 | 大阪市立阿倍野中学校 |
| 阪南町三丁目 | 全域                   | 大阪市立阿倍野小学校 | 大阪市立阿倍野中学校 |
| 阪南町四丁目 | 全域                   | 大阪市立阪南小学校   | 大阪市立阪南中学校   |
| 阪南町五丁目 | 全域                   | 大阪市立阪南小学校   | 大阪市立阪南中学校   |
| 阪南町六丁目 | 全域                   | 大阪市立阪南小学校   | 大阪市立阪南中学校   |
| 阪南町七丁目 | 2～3番 7～8番          | 大阪市立阪南小学校   | 大阪市立阪南中学校   |
| 阪南町七丁目 | 1番、4～6番 9番        | 大阪市立長池小学校   | 大阪市立昭和中学校   |

## 事業所
2021年（令和3年）現在の経済センサス調査による事業所数と従業員数は以下の通りである。
| 丁目         | 事業所数  | 従業員数 |
| ------------ | --------- | -------- |
| 阪南町一丁目 | 276事業所 | 1,980人  |
| 阪南町二丁目 | 122事業所 | 1,132人  |
| 阪南町三丁目 | 159事業所 | 1,018人  |
| 阪南町四丁目 | 66事業所  | 331人    |
| 阪南町五丁目 | 182事業所 | 1,652人  |
| 阪南町六丁目 | 46事業所  | 135人    |
| 阪南町七丁目 | 36事業所  | 334人    |
| 計           | 887事業所 | 6,582人  |

## 交通

### バス
2020年4月現在
- 大阪シティバス[15]
  - 3・54A・54B号系統：阪南町五丁目
  - 54D号系統：阪南町五丁目 …→… 阪南町七丁目 …→… 阪南町六丁目

### 道路
- 大阪府道5号大阪港八尾線（南港通）
- 大阪府道28号大阪高石線（あびこ筋）
- 松虫通

## 施設
- 大阪府立阿倍野高等学校
- 大阪市立阿倍野小学校
- 大阪市立苗代小学校
- 大阪市立阪南小学校
- ながいけ認定こども園
- 社会福祉法人育徳園
- 阿倍野警察署 阪南町交番
- 阿倍野郵便局
- 阿倍野苗代田郵便局
- 阿倍野阪南郵便局
- 阿倍野阪南東郵便局
- 池田泉州銀行 昭和町支店
- 大阪シティ信用金庫 阿倍野支店
- イズミヤ 昭和町店
- イズミヤ 西田辺店
- 寺西家阿倍野長屋（国・登録文化財）
- 寺西家住宅（国・登録文化財）
- 佐野家住宅主屋（国・登録文化財）
- 播谷商店 (国・登録文化財)
- 阪南西公園
- 阪南北公園
- 阪南中公園
- 苗代田公園
- 新阪南公園

## その他

### 日本郵便
- 〒545-0021[3]（集配局：阿倍野郵便局[16]）